# Tenuipalpus cheladzeae
Tenuipalpus cheladzeae är en spindeldjursart som beskrevs av Gomelauri 1960. Tenuipalpus cheladzeae ingår i släktet Tenuipalpus och familjen Tenuipalpidae. Inga underarter finns listade i Catalogue of Life.